# Fabriesita
La fabriesita és un mineral de la classe dels silicats. Rep el nom en honor de Jacques Fabriès (9 d'abril de 1932 França - 22 de juliol de 2000 França), antic professor del Museu Nacional d'Història Natural de París (França).

## Característiques
La fabriesita és una zeolita de fórmula química Na₃Al₃Si₃O₁₂·2H₂O. Va ser aprovada com a espècie vàlida per l'Associació Mineralògica Internacional l'any 2012. Cristal·litza en el sistema ortoròmbic. La seva duresa a l'escala de Mohs es troba entre 5 i 5,5.
L'exemplar que va servir per a determinar l'espècie, el que es coneix com a material tipus, es troba conservat a les col·leccions del Museu Nacional d'Història Natural, a París (França), amb el número de registre: mnhn 212-001.

## Formació i jaciments
Va ser descoberta a Tawmaw, a la localitat de Hpakant, dins el districte de Mohnyin (Kachin, Myanmar), on es troba fent intercreixements amb nefelina i trinefelina. Es tracta de l'únic indret de tot el planeta on ha estat descrita aquesta espècie mineral.